# Индустријска зона-Артиђанале (Салерно)
Индустријска зона-Артиђанале је насеље у Италији у округу Салерно, региону Кампанија.
Према процени из 2011. у насељу је живело 362 становника. Насеље се налази на надморској висини од 77 м.